# Benito Villamarín
 (janvier 2019).
Si vous disposez d'ouvrages ou d'articles de référence ou si vous connaissez des sites web de qualité traitant du thème abordé ici, merci de compléter l'article en donnant les références utiles à sa vérifiabilité et en les liant à la section « Notes et références ».
Benito Villamarín Prieto, né en 1917 à Toén, province d'Ourense et mort le 15 août 1966 à Séville, est un industriel et homme d'affaires espagnol principalement connu pour avoir présidé le club de football Real Betis Balompié de 1955 à 1965.

## Biographie
Benito Villamarín accède à la présidence du Betis le 28 mai 1955 à un moment critique de l'histoire du club, après sept saisons en Troisième division.
Grand fan du Betis, Benito Villamarín, industriel dans le secteur de l'exportation d'olives, confie l'équipe à Sabino Barinaga et favorise l'apparition d'une étoile montante, Luis del Sol, un des joueurs les plus importants du club. Dès la deuxième saison de sa présidence, le club parvient à monter lors de la saison 1957-1958 avec Antonio Barrios au poste d'entraîneur.
Villamarín met de l'ordre dans l'administration du club et redonne espoir aux supporters. Sous la présidence de Villamarín, le club achète le Stade Heliópolis en 1961 (qui prendra par la suite le nom de Villamarín), et il prend la décision impopulaire de transférer Luis del Sol.
Homme d'affaires prospère, Benito Villamarín décède d'un cancer en 1966.